# هاجبرگ
هاجبرگ (به لاتین: Højbjerg) یک منطقهٔ مسکونی در دانمارک است که در Aarhus Municipality واقع شده‌است.